# Mount Collins
Der Mount Collins ist ein dunkler und abgeflachter Berg im ostantarktischen Mac-Robertson-Land. In den Prince Charles Mountains ragt er 22 km westlich des Fisher-Massivs auf.
John Michael Seaton, Flugoffizier der Royal Australian Air Force, entdeckte ihn bei einem Erkundungsflug im Rahmen der Australian National Antarctic Research Expeditions im November 1956. Das Antarctic Names Committee of Australia (ANCA) benannte ihn nach Neville Joseph Collins (* 1925), leitender Mechaniker für Dieselmotoren auf der Mawson-Station in den Jahren 1957 und 1960.